# Olga Oinas-Panuma
Olga Oinas-Panuma (ur. 1999 w Pudasjärvi) – fińska dziennikarka i polityczka. Najmłodsza członkini do Eduskunty wybrana w wyborach parlamentarnych w Finlandii w 2023 roku.

## Życiorys

### Młodość i edukacja
Oinas-Panuma urodziła się w 1999 roku w Pudasjärvi w Ostrobotnii Północnej w prowincji Oulu.
Ukończyła studia licencjackie z dziennikarstwa. Rozpoczęła studia magisterskie z ugrofinistyki oraz z nauk politycznych.

### Kariera zawodowa
Była hodowcą reniferów na rodzinnej farmie. Przed rozpoczęciem działań politycznych pracowała jako dziennikarka.

### Działalność polityczna
Z powodzeniem wzięła udział w wyborach samorządowych w Finlandii w 2021 roku. Uzyskała najwięcej głosów ze wszystkich kandydatów (157 głosów) i została wybrana członkinią rady miasta Pudasjärvi. Została wybrana przewodniczącą rady. W wyborach regionalnych w 2022 roku uzyskała 895 głosów i została radną regionu Ostrobotniia Północna. Ubiega się o reelekcję do rady miasta Pudasjärvi w wyborach samorządowych w 2025 roku, jednak nie kandyduje ponownie w wyborach regionalnych w 2025 roku.
Była najmłodsza osobą ubiegającą się o mandat do Eduskunty w wyborach parlamentarnych w Finlandii w 2023 roku. Na swoją kampanię wyborczą wydała 30 000 euro. Uzyskała 5173 głosów, najmniej ze wszystkich kandydatów, którzy uzyskali mandat z jej partii. Uzyskała mandat w okręgu wyborczym obejmującym Oulu. Została jedną z 61 nowych parlamentarzystów wybranych w tych wyborach. W wieku 23 lat została najmłodszą członkinią izby oraz tylko jedną z 7 przed ukończonym 30 rokiem życia.
W Eduskuncie zasiadła w komitecie ds. leśnictwa oraz komitecie ds. przyszłości. Jest również zastępczynią członka delegacji Eduskunty do fundacji Itsenäisyyden juhlavuoden lastensäätiö. Jest przewodniczącą fińskiej delegacji do Conference of Parliamentarians of the Arctic Region.